# パコられ
『パコられ』はアダルト同人ゲームサークルゆにっとちーずが2013年8月1日に発売した18禁アドベンチャーゲーム。

## 概要
Windows専用PCゲームとして開発された。
主人公の視点でかつての初恋の人であったヒロインの身に起こった悲劇を追体験していく物語が展開され、プレイヤーは少女を襲う陵辱や暴力といった理不尽を傍観する。
出演した声優の桃也みなみは自身のブログにて、以前から今作のライター・山野詠子の作品に惹かれており、
「出演している作品でおすすめはありますか？」と問われればこの作品を挙げると答えている。

## ストーリー
大学生の主人公紺野惇は、周囲に上手に溶け込めずにいた幼少期に出会った少女・安芸紗倉から手紙をもらう。
十年ぶりに彼女と会う約束を取り付け待ち合わせの駅へ向かうが、そこへ現れた紗倉は昔と完全に様変わりしていた。
廃墟になった喫茶店で彼女と話すうち、惇は彼女を襲った悲劇をまるで自分に起こったことのように追体験することになる。

## 登場人物
紺野　惇（こんの　じゅん）
声：なし
主人公。大学二年生。幼少期は周囲となじめず孤立しており、コンプレックスを克服するために他者を傷つける計画を立てていた時に紗倉と出会い心を改め、人生に希望を持つようになった。
安芸　紗倉（あき　さくら）
声：桃也みなみ
気が弱く、周りとなじめずにいるが感受性豊かで優しい少女。対人関係で上手くいかず孤立していた惇に生きる希望を与えた。
高校進学で惇とは別々の道を歩む。惇にとって初恋の相手。
しかし十年の時を経て再会した時には、惇が目を疑うほどみじめな姿に様変わりしていた。
榊　樹里（さかき　じゅり）
声：桃也みなみ
惇、紗倉の幼少期に同じクラスだった少女。文武両道で両親も高い地位を持っており、本人もそれを自覚した上でかなり強気な発言をする。
惇にとっては幼いころの辛い経験の象徴のような存在。

## スタッフ
- 企画・シナリオ - 山野詠子
- 原画・彩色 - うみの
- スクリプト - sk